# Pieve d’Alpago
Pieve d’Alpago (venetisch la Piéve) ist eine Fraktion der italienischen Gemeinde (comune) Alpago in der Provinz Belluno, Region Venetien.

## Geographie
Der Ort liegt etwa 14 Kilometer nordöstlich der Provinzhauptstadt Belluno an der Cellina auf 690 m s.l.m. unweit der Grenze zur Region Friaul-Julisch Venetien.

## Geschichte
Die Gemeinde entstand Anfang des 11. Jahrhunderts. Sie schloss sich am 23. Februar 2016  mit den Gemeinden Farra d’Alpago und Puos d’Alpago zur neuen Gemeinde Alpago zusammen. Zum ehemaligen Gemeindegebiet gehörten auch die Fraktionen Curago, Garna, Paludi, Plois, Quers, Schiucaz, Tignes, Torch, Torres und Villa. Nachbargemeinden waren Chies d’Alpago, Ponte nelle Alpi, Puos d’Alpago, Soverzene alle in der Provinz Belluno sowie die Gemeinden Claut und Erto e Casso in der Provinz Pordenone, Region Friaul-Julisch Venetien.

## Gemeindepartnerschaft
- Kalvarija,  (Suvalkija), von 2005 bis zur Gemeindeauflösung